# Franz Karl Achard
Pour les articles homonymes, voir Achard.
Franz Karl Achard, né le 28 avril 1753 à Berlin et mort le 20 avril 1821 à Kunern (Silésie), est un chimiste prussien. Il développe un concept pour la fabrication du sucre de betterave.

## Biographie
Fils du théologien Max Guillaume Achard, descendant de réfugiés huguenots originaire du Dauphiné, et de son épouse Marguerite Elisabeth Rouppert, Achard a grandi dans un riche environnement. Son pére, prédicateur à l'église de Friedrichswerder, est décédé alors qu'il n'était âgé que de deux ans ; veuve, sa mère se remaria avec un fabricant des tapisseries. Plusieurs de ses proches parents furent juristes, théologiens et banquiers, dont certains membres de l'Académie royale des sciences de Prusse.
Il étudia la physique et la chimie à Berlin, possiblement en autodidacte. En 1775, à l'âge de 22 ans, il a envoyé une partie de ses travaux scientifiques au roi Frédéric II et obtient un poste à l'Académie des sciences, dans le laboratoire de chimie dirigé par Andreas Sigismund Marggraf. En même temps, il épousa Maria Louisa Kühn, née dans une modeste famille à Francfort-sur-l'Oder. Les proches d'Achard considèrent le mariage comme mésalliance et, de même, le
secrétaire permanent de l'Académie Johann Heinrich Samuel Formey lui fait une remontrance, de sorte que le jeune homme a estimé devoir demander la permission auprès du roi (qui l'informe qu'il est libre de se marier à qui il veut, sans nécessiter une autorisation de son souverain). Néanmoins, en 1783 déjà, sa femme réclame le divorce. Achard a commencé une relation amoureuse avec sa belle-fille, dont sont issus deux enfants. Il entretient également une relation avec une employée de maison, dont il eut deux autres enfants illégitimes.
Dès 1792, il gère un domaine agricole à Buchholz au nord de Berlin. S’intéressant au raffinage du sucre à travers son beau-père, il appliqua le premier, en 1796, la découverte du sucre de betterave faite par Andreas Sigismund Marggraf en 1747, et reçut du roi de Prusse le domaine de Kunern  en Silésie pour y exploiter en grand la nouvelle industrie. 
Admis à l’Académie de Berlin, il y devint directeur de la classe de physique.